# Aetomylaeus
Aetomylaeus es un género de peces cartilaginosos conocidos como rayas águila, pertenecen a la familia Myliobatidae.

## Especies
Especies relacionadas: 
- Aetomylaeus asperrimus (C. H. Gilbert, 1898)[2]
- Aetomylaeus bovinus (É. Geoffroy Saint-Hilaire, 1817)[2]
- Aetomylaeus caeruleofasciatus W. T. White, Last & Baje, 2015 [3]
- Aetomylaeus maculatus (J. E. Gray, 1834)
- Aetomylaeus milvus (J. P. Müller & Henle, 1841)
- Aetomylaeus nichofii (Bloch & J. G. Schneider, 1801)
- Aetomylaeus vespertilio (Bleeker, 1852)

### Lectura recomendada
- Compagno, Leonard J. V. / Hamlett, William C., ed. 1999. Checklist of Living Elasmobranchs. Sharks, Skates, and Rays: The Biology of Elasmobranch Fishes. 471-498.
- Eschmeyer, William N., ed. 1998. Catalog of Fishes. Special Publication of the Center for Biodiversity Research and Information, no. 1, vol 1-3. 2905.
- Nelson, Joseph S. 1994. Fishes of the World, Third Edition. xvii + 600.